# Arthur Ferguson
 (août 2022).
Si vous disposez d'ouvrages ou d'articles de référence ou si vous connaissez des sites web de qualité traitant du thème abordé ici, merci de compléter l'article en donnant les références utiles à sa vérifiabilité et en les liant à la section « Notes et références ».
L'Écossais Arthur Ferguson (1883–1938) est un personnage d'escroc, sans doute fictif, qui aurait vendu de célèbres bâtiments publics à des naïfs.

## Biographie
un contemporain et précurseur de l'escroc qui vendit la tour Eiffel, Victor Lustig. Natif de Glasgow, où il avait été acteur, il avait pris sa retraite et se trouvait à Londres lorsqu'il fait la rencontre, en 1923, d'un Américain natif de l'Iowa. Selon ses dires, il n'aurait pas prémédité d'escroquer le naïf qu'il aurait simplement aperçu en train d'admirer la statue de l'amiral Nelson située à Trafalgar Square. Improvisant, Ferguson conta que toutes les statues (alors uniquement celles de l'amiral et de lions entourant la fontaine) allaient être vendues aux enchères. L'Américain se déclarant intéressé, Ferguson hasarda le prix de 6 000 livres sterling, indiquant que, par un heureux hasard, il se trouvait dans la confidence car il était justement celui que le gouvernement britannique avait chargé de cette vente devant se faire dans de strictes conditions de confidentialité.
Les Américains allaient devenir les meilleurs clients de l'ancien acteur devenu escroc. Il se vanta par la suite d'avoir réussi à leur vendre Big Ben (mille livres), d'avoir encaissé un acompte du double pour le palais de Buckingham puis, pour une somme dont il ne se souvenait plus, la tour Eiffel de Paris.

## La Liberté lui coûte sa liberté
Encouragé par la facilité avec laquelle il parvenait à convaincre des Américains, il émigra vers les États-Unis et obtint en 1925 un loyer important d'un éleveur texan pour la location de la Maison-Blanche à Washington (il lui avait promis un bail de 99 ans mais la première année de location devait être réglée par avance). La même année, il fit l'erreur de ne plus s'en prendre à un Américain, mais à un Australien de Sydney. Ce dernier, rencontré à New York, fut d'abord persuadé que pour dégager l'entrée du port, la statue de la Liberté, d'Auguste Bartholdi, devrait être vendue. L'Australien tenta de réunir la somme, se fit prendre en photo avec Ferguson devant le monument, mais pris de soupçons, il finit par se rendre à la police. Ferguson fut jugé rapidement. Libéré en 1930, il mourut à Los Angeles en 1938.

## Mythe ou personnage réel?
L'existence d'Arthur Fergusson est contestée. 
D'après Dane Love auteur du livre The Man Who Sold Nelson's Column, il n'existe pas de trace de son existence, ni dans les archives judiciaires de New York où il a prétendument été arrêté, ni à Los Angeles où il est supposé avoir été enterré en 1938.

## Pour en savoir plus
- (en) John Ayto et Ian Crofton, Brewer's Britain and Ireland : The History, Culture, Folklore and Etymology of 7500 Places in These Islands, Londres, Weidenfeld & Nicolson, 2005 (réimpr. 2006), 1326 p. (ISBN 978-0-304-35385-9 et 978-0304353859)
- (en) Dane Love, The man who sold Nelson's Column : and other Scottish frauds and hoaxes, Édimbourg, Birlinn, 2007, 216 p. (ISBN 978-1-84158-612-0 et 1841586129, LCCN 2008353998, présentation en ligne)
- (en) Reader's (éditeur), Strange Stories, Amazing Facts, Sydney, Readers Digest, 1981 (ISBN 978-0-89577-028-8 et 9780895770288, présentation en ligne), p. 470–471